# Ащису (Карагандинская область)
Ашису́ (каз. Ащысу, ранее — Ащису́) — село в Бухар-Жырауском районе Карагандинской области Казахстана, входит в состав Шешенкаринского сельского округа.

## География
Населённый пункт расположен на юго-востоке района, в 11,1 километрах (по автодороге) к юго-востоку от административного центра сельского округа села Шешенкара, в 38 километрах к юго-востоку от районного центра посёлка Ботакара и в 100 километрах к востоку от областного центра города Караганда. Соседние сёла: Шешенкара в 7 километрах к северо-западу, Аюлы в 12 километрах к северо-востоку. Железнодорожная станция на ветке «Кокпекты—Карагайлы». Транспортное сообщение осуществляется автомобильной дорогой республиканского значения А-20 «Караганда—Аягоз—Тарбагатай—Бугаз» в сторону Шешенкара». Высота центра населённого пункта — 561 метров над уровнем моря.

## Население
| Численность населения | Численность населения | Численность населения | Численность населения |
| 1989                  | 1999                  | 2009                  | 2021                  |
| --------------------- | --------------------- | --------------------- | --------------------- |
| 183                   | ↗193                  | ↘108                  | ↘59                   |

национальный состав
Процентное соотношение численно-преобладающих национальностей села согласно переписи населения 1989 года:
| Национальность | Процентное соотношение |
| -------------- | ---------------------- |
| казахи         | 49 %                   |
| русские        | 36 %                   |
| другие         | 15 %                   |